# Schefflera tetrandra
Schefflera tetrandra är en araliaväxtart som beskrevs av Elmer Drew Merrill. Schefflera tetrandra ingår i släktet Schefflera och familjen araliaväxter. Inga underarter finns listade.